# 海洋委員會海巡署偵防分署
海洋委員會海巡署偵防分署（英語：lnvestigation Branch, CGA, OAC） （簡稱偵防分署），隸屬於中華民國海洋委員會海巡署的四級機關，專責海域、海岸及跨境之犯罪偵查、特勤、空勤吊掛任務與科技鑑識等相關事項，以統籌及強化海巡署犯罪偵防能量。

## 業務職掌
本分署為維護海域及海岸治安，確保國家安全，保障人民權益，依法掌理下列事項： 
1.海域至海岸、河口、非通商口岸查緝走私、防止非法入出國及其他犯罪調查之規劃、督導及執行。
2.公海上對中華民國船舶或依國際協定得登檢之外國船舶犯罪調查之規劃、督導及執行。
3.防制滲透與安全情報蒐集之督導、調查及處理。
4.國際、兩岸、跨轄區偵防業務與重大案件之協調、調查及處理。
5.刑事鑑識、科技研發、資訊業務之規劃、督導、協調與相關裝備之建置、運用及管理。
6.偵防案件紀錄、蒐集、處理、分析、運用與相關業務工作規劃、督導、考核及執行。
7.海域與海岸反恐、反劫持、救難、災害救助及空勤吊掛相關業務規劃、督導、考核及執行。
8.其他有關偵防事項。

## 沿革
海巡署偵防分署是隨著原行政院海岸巡防署組改，在2018年4月28日才成立的新機關。現在的偵防分署整體架構大部分是由原海岸巡防署數個單位、機關整併合成的，包含原海岸巡防署的情報處部分科室、原海岸巡防總局下轄各地區巡防局的機動查緝隊、原海洋巡防總局的偵防查緝隊、第十一海巡隊（洋巡特勤隊）和原北部地區巡防局的海巡特勤隊（岸巡特勤隊）。
必須注意的是，目前組改後行政院海洋委員會海巡署內部仍設有的「情報組」，其並非由偵防分署所管轄，儘管兩者部分業務、政策有所交流、指導執行。另外相較組改前較為不同的為，原各地區的機動查緝隊刪除「機動」二字、將原岸巡和洋巡各自成立的特勤隊進行合併、成立專責隨內政部空中勤務總隊直升機出勤的「空勤吊掛分隊」，而不再以海巡特勤隊執行隨機吊掛任務。並成立專責偵防分署內部網路和電子作業的資訊紀錄科、成立專責研發及採買適合偵防任務使用的裝備的科技鑑識科；另外原本必須經由各地區巡防局、兩總局協調的各隊人事調動問題，也隨著偵防分署成立單一化而容易運作。

## 歷任首長

#### 偵防分署 分署長
| 任別 | 姓名   | 任職期間                      | 身分 | 備註                                                                                             |
| ---- | ------ | ----------------------------- | ---- | ------------------------------------------------------------------------------------------------ |
| 1    | 張忠龍 | 2018年4月28日－2020年10月12日 | 警職 | 中央警官學校正科54期，警監 原任行政院海岸巡防署情報處處長 後任海巡署中部分署分署長、副署長、署長 |
| 2    | 黃民芳 | 2020年10月12日－2023年3月27日 | 軍職 | 憲兵學校專科學生班78年班，陸軍少將 原任海巡署北部分署分署長 後任海洋委員會參事                   |
| 3    | 黃世賢 | 2023年3月27日－2024年9月1日   | 軍職 | 陸軍官校專科學生班9期(77年班)，陸軍少將 原任海巡署北部分署分署長 後任海巡署主任秘書              |
| 4    | 黃錫璋 | 2024年9月2日－現任            | 警職 | 中央警官學校81年班，警監二階 原任海巡署情報組組長                                                |

## 職責
偵防分署的主力為各地區的查緝隊，其基本職責有三，分別為蒐集情報（包含中共對台活動、國內陳抗、非傳統安全問題等情資、分析）、查緝走私與查緝偷渡。相較於海巡署分布於海岸、海上穿著橘色制服的海巡人員，查緝隊內的偵查員平常是穿著便服四處進行情報蒐集、犯罪偵防、行動蒐證，進行類似刑警、法務部調查局等單位之犯罪偵防工作，平時雖有執行內陸的非法槍械、毒品、失聯移工等查緝行動，但本質仍著重在查緝海域海岸的走私、偷渡。
而偵防分署的海巡特勤隊為中華民國六大特勤隊中的其中一支，專司海域、海岸的反恐、反海盜、反劫船及海上船舶攻堅等任務。

## 組織
- 分署長1人（簡任第十一職等至第十二職等或警監或少將）
  - 副分署長2人（簡任第十職等至第十一職等或警監或少將、上校）
  - 主任秘書1人（薦任第九職等至簡任第十職等、警監、上校、中校）
  - 隊長23人（薦任第九職等至簡任第十職等或警監或上校、中校）
    - 科長6人（薦任第八職等至第九職等或警正或中校）
    - 主任1人（薦任第八職等至第九職等或警正或中校）
    - 副隊長25人（薦任第八職等至第九職等或警正或中校）
    - 組主任49人（薦任第八職等或警正或中校）
    - 專員38人（薦任第八職等、警正或中校、少校）
    - 技正2人（薦任第七職等至八職等或中校、少校）
    - 分隊長16人（委任第五職等或薦任第六職等至第七職等或警佐或警正或少校、上尉、中尉）
    - 科員51人（委任第五職等或薦任第六職等至第七職等或警佐或警正或少校、上尉、中尉）
    - 偵查員345人（委任第五職等或薦任第六職等至第七職等或警佐或警正或少校、上尉、中尉）
    - 技士6人（委任第五職等或薦任第六職等至第七職等或少校、上尉、中尉）
      - 小隊長35人（委任第四職等至第五職等或薦任第六職等或警佐或警正或尉官、士官）
      - 技佐3人（委任第四職等至第五職等或中尉、少尉、士官）（內1人得列薦任第六職等或上尉）
      - 助理員54人（委任第四職等至第五職等或中尉、少尉、士官）（內27人得列薦任第六職等或上尉）
      - 隊員106人（委任第三職等至第五職等或警佐或中尉、少尉、士官）（內53人得列警正）
      - 辦事員30人（委任第三職等至第五職等或中尉、少尉、士官）
      - 書記5人（委任第一職等至第三職等或士官）

#### 人事室
- 主任（1人，薦任第八職等至第九職等或中校）
  - 專員（2人，薦任第七職等至第八職等或中校、少校）
  - 科員（5人，委任第五職等或薦任第六職等至第七職等或少校、上尉、中尉）
    - 辦事員（1人，委任第三職等至第五職等或中尉、少尉、士官）
    - 書記（1人，委任第一職等至第三職等或士官）

#### 政風室
- 主任（1人，薦任第八職等至第九職等或中校）
  - 專員（1人，薦任第七職等至第八職等或中校、少校）
  - 科員（1人，委任第五職等或薦任第六職等至第七職等或少校、上尉、中尉）

#### 主計室
- 主任（1人，薦任第八職等至第九職等或中校）
  - 專員（2人，薦任第七職等至第八職等或中校、少校）
  - 科員（3人，委任第五職等或薦任第六職等至第七職等或少校、上尉、中尉）
    - 辦事員（1人，委任第三職等至第五職等或中尉、少尉、士官）

### 業務單位
- 綜合研整科
- 犯罪偵查科
- 科技鑑識科
- 資訊紀錄科
- 特勤科
- 督察科
- 秘書室
- 人事室
- 主計室
- 政風室

### 派出單位
- 偵防查緝隊
- 海巡特勤隊
- 空勤吊掛分隊
- 空中作業隊

| - 宜蘭查緝隊 - 基隆查緝隊 - 臺北查緝隊 - 桃園查緝隊 - 臺中查緝隊 - 臺南查緝隊 - 北門查緝隊 - 高雄查緝隊 - 鳳山查緝隊 - 澎湖查緝隊 | - 新竹查緝隊 - 苗栗查緝隊 - 彰化查緝隊 - 雲林查緝隊 - 嘉義查緝隊 - 屏東查緝隊 - 花蓮查緝隊 - 臺東查緝隊 - 金門查緝隊 - 連江查緝隊 |

## 外部連結
- 海洋委員會海巡署偵防分署 （页面存档备份，存于）（中文）（英文）
- 海洋委員會海巡署偵防分署-查緝隊 （页面存档备份，存于）（中文）（英文）